# Dreyer's
Dreyer's (voluit Dreyer's Grand Ice Cream Holdings, Inc.) is een Amerikaans bedrijf dat consumptie-ijs en yoghurtijs maakt. Het is een dochterbedrijf van het Zwitserse voedselconcern Nestlé.

## Geschiedenis
Joseph Edy was een snoepmaker die in Missouri geboren was en in Montana opgroeide. In 1925 opende hij een snoepwinkel in Oakland (Californië). William Dreyer maakte in diezelfde periode roomijs in Visalia. In 1926 werd hij aangesteld als baas van een grote nieuwe fabriek van consumptie-ijs in Oakland. Daar ontmoette hij Edy. In 1928 richtten zij in Oakland samen een ijs-producerend bedrijf op, Edy's Grand Ice Cream (waarbij de Grand naar Grand Avenue in Oakland verwees). Dreyer en Edy probeerden allerlei innovaties uit; zo bedachten ze het Rocky Road-ijs (chocolade, marshmallows en noten), alsook Toasted Almond en Candy Mint.
De samenwerking werd in 1947 stopgezet en in 1953 nam William Dreyer jr. de productie over onder de naam Dreyer's Grand Ice Cream. In 1981 trok het bedrijf naar de beurs. Tegelijkertijd breidde Dreyer's uit naar het oosten van de Verenigde Staten, waar het opnieuw de naam Edy's Grand Ice Cream aannam om verwarring met het merk Breyers te vermijden. Ten westen van de Rocky Mountains en in Texas heet het merk wel nog steeds Dreyer's.
In 2002 verkreeg Nestlé twee derden van de aandelen van Dreyer's. In januari 2006 kwam het bedrijf volledig in het bezit van Nestlé. Daardoor werd Nestlé 's werelds grootste fabrikant van consumptie-ijs, met een marktaandeel van 17,5%.
Dreyer's begon in 2004 een nieuwe methode van karnen te gebruiken, de zogenaamde low-temperature extrusion-methode. Dankzij die methode moet het ijs niet meer bevroren worden nadat ze gekarnd is. Daardoor zitten er minder ijskristallen in het ijs en is er minder melk nodig om die korrelige textuur tegen te gaan. De zogenaamde slow churned ice cream bevat twee derden van de normale hoeveelheid calorieën en slechts de helft zoveel vet.
In 2006 werd de fabriek in Laurel (Maryland) uitgebreid tot een van de grootste ijsfabrieken ter wereld. In totaal beschikt Dreyer's over zes productiecentra in de VS.